# Ben 10: Provocarea supremă
Ben 10: Provocarea supremă (în engleză Ben 10: Ultimate Challenge) este un concurs pentru copii bazat pe seria Ben 10, realizat de Turner Broadcasting System Europe în asociere cu Twenty Twenty pentru diverse canale regionale Cartoon Network. Serialul rulează în 19 țări și în 11 țări în diferite limbi și gazde din noiembrie 2011. În acest concurs, copii între 7 și 12 ani participă la probe și sondaje bazate pe Ben 10.
În 2013, o versiune asiatică exclusivă a serialului e produsă în Malaysia mulțumită companiei Astro Productions și s-a difuzat doar în cinci țări locale din sud-est (Malaysia, Singapore, Tailanda, Filipine și Indonezia) mereu pe Cartoon Network. Această versiune este intitulată Ben 10: Ultimate Challenge Asia, gazda fiind Nabil Mahir.
Serialul a fost readus ca Provocarea: Ben 10 urmând serialului reboot cu Ben 10. Provocarea: Ben 10 a avut premiera pe Cartoon Network pe 13 octombrie 2017.

## Ben 10: Provocarea supremăîn lumea întreagă
| Țară(i)                               | Canal TV        | Titlu local                       | Gazdă                                                | Anul de realizare |
| ------------------------------------- | --------------- | --------------------------------- | ---------------------------------------------------- | ----------------- |
| Argentina                             | Cartoon Network | Ben 10: Desafío Final             | Sergio Figliuolo                                     | 2011              |
| Australia                             | Cartoon Network | Ben 10: Ultimate Challenge        | Nimeni (doar versiunea din Marea Britanie)           | 2011              |
| Brazilia                              | Cartoon Network | Ben 10: Desafío Final             | Felipe Andreoli                                      | 2011              |
| Chile                                 | Cartoon Network | Ben 10: Desafío Final             | Nimeni (doar versiunea argentiniană)                 | 2011              |
| Columbia                              | Cartoon Network | Ben 10: Desafío Final             | Nimeni (doar versiunea argentiniană)                 | 2011              |
| Danemarca                             | Cartoon Network | Ben 10: Den Ultimative Udfordring |                                                      | 2011–2012         |
| Franța                                | Cartoon Network | Ben 10: Ultimate Challenge        | Terrier Luc                                          | 2011–2012         |
| Germania                              | Cartoon Network | Ben 10: Ultimate Challenge        | Mitja Lafere                                         | 2011              |
| Ungaria                               | Cartoon Network | Ben 10: A Legnagyobb Kihívás      | Puskás Péter                                         | 2011–2012         |
| Italia                                | Cartoon Network | Ben 10: Ultimate Challenge        | Manolo Martini                                       | 2011              |
| Mexic                                 | Cartoon Network | Ben 10: Desafío Final             | Nimeni (doar versiunea argentiniană)                 | 2011              |
| Olanda                                | Cartoon Network | Ben 10: De Ultieme Uitdaging      | Eric Bouwman                                         | 2011              |
| Noua Zeelandă                         | Cartoon Network | Ben 10: Ultimate Challenge        | Nimeni (doar versiunea din Marea Britanie)           | 2011              |
| Norvegia                              | Cartoon Network | Ben 10: Den Ultimate Utfordringen | Nimeni (doar versiunea daneză dublată în norvegiană) | 2011–2012         |
| Filipine                              | Cartoon Network | Ben 10: Ultimate Challenge        | Nimeni (doar versiunea din Marea Britanie)           | 2011              |
| Polonia                               | Cartoon Network | Ben 10: Ostateczne Wyzwanie       | Marcin Mroziński                                     | 2011              |
| România                               | Cartoon Network | Ben 10: Provocarea supremă        | Nimeni (doar versiunea maghiară dublată în română)   | 2011– 2012 ; 2019 |
| Rusă                                  | Cartoon Network | Бен-10: Сверхсложная задача       | Anton Zorkin                                         | 2011              |
| Africa de Sud                         | Cartoon Network | Ben 10: Ultimate Challenge        | Nimeni (doar versiunea din Marea Britanie)           | 2011–2012         |
| Spania                                | Boing           | Desafío Ben 10                    | Carlos Castel                                        | 2011              |
| Suedia                                | Cartoon Network | Ben 10: Den Ultimata Utmaningen   | Nimeni (doar versiunea daneză dublată în suedeză)    | 2011–2012         |
| Elveția                               | Cartoon Network | Ben 10: Ultimate Challenge        | None                                                 | 2011              |
| Turcia                                | Cartoon Network | Ben 10: Zorlu Mücadele            | Furkan Kizilay                                       | 2012              |
| UAE (adaptarea din Orientul Mijlociu) | Cartoon Network | بن 10 التحدي الأقوى               | Nour Aldin Alyousuf                                  | 2011              |